# Oláh Miklós (esztergomi érsek)

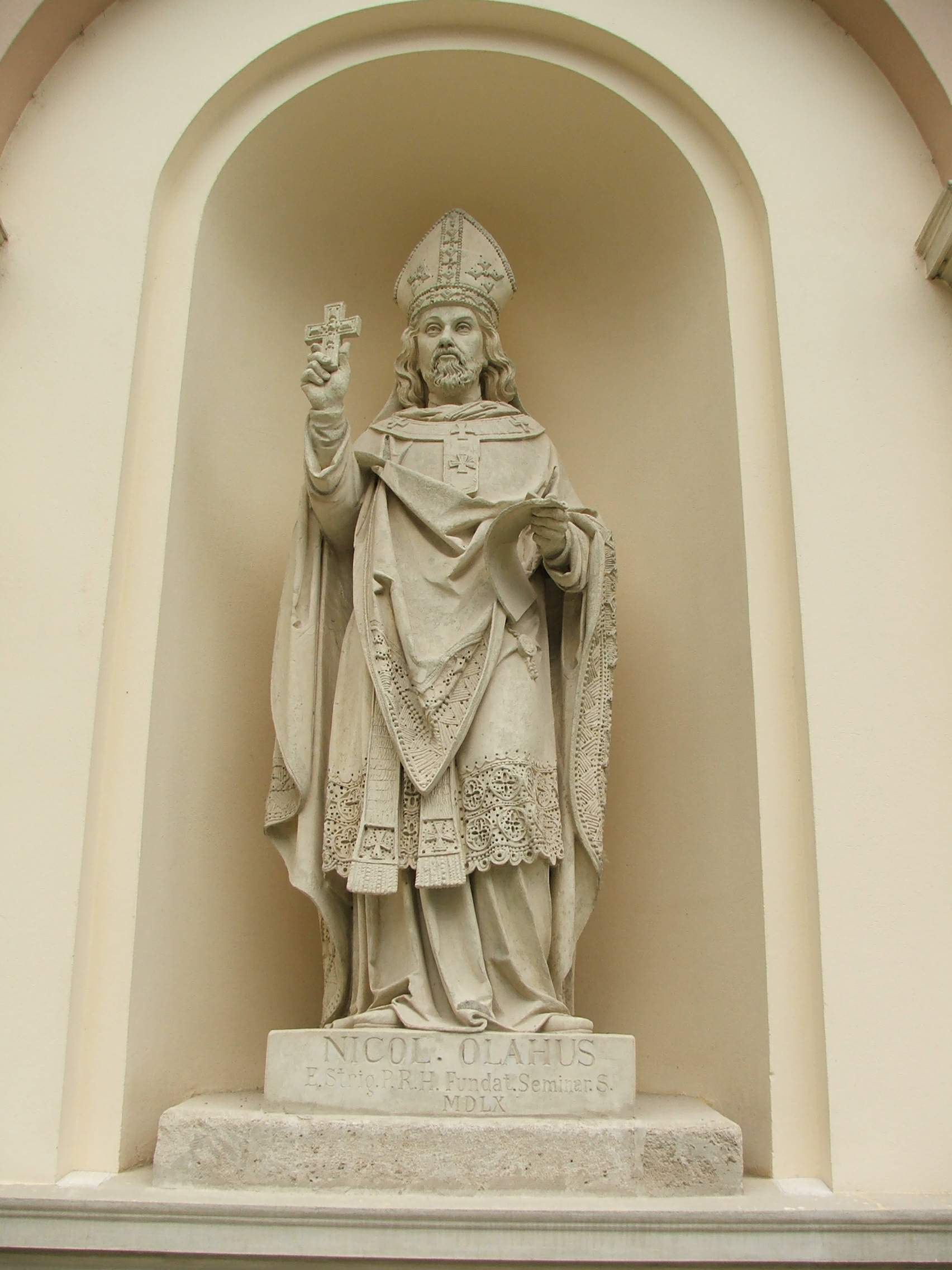
Szobra az esztergomi Nagyszeminárium épületén

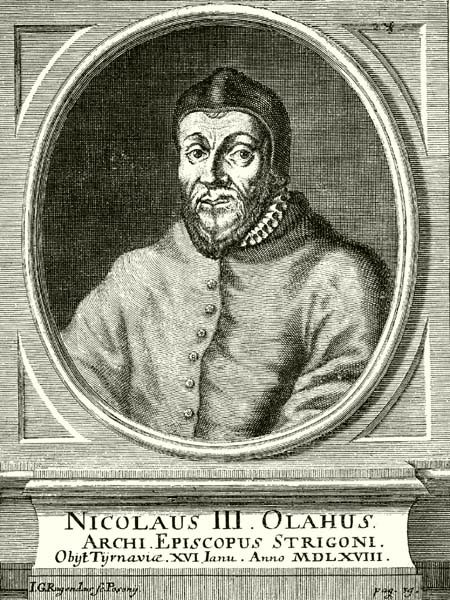
Nicolaus Olahus/Oláh Miklós

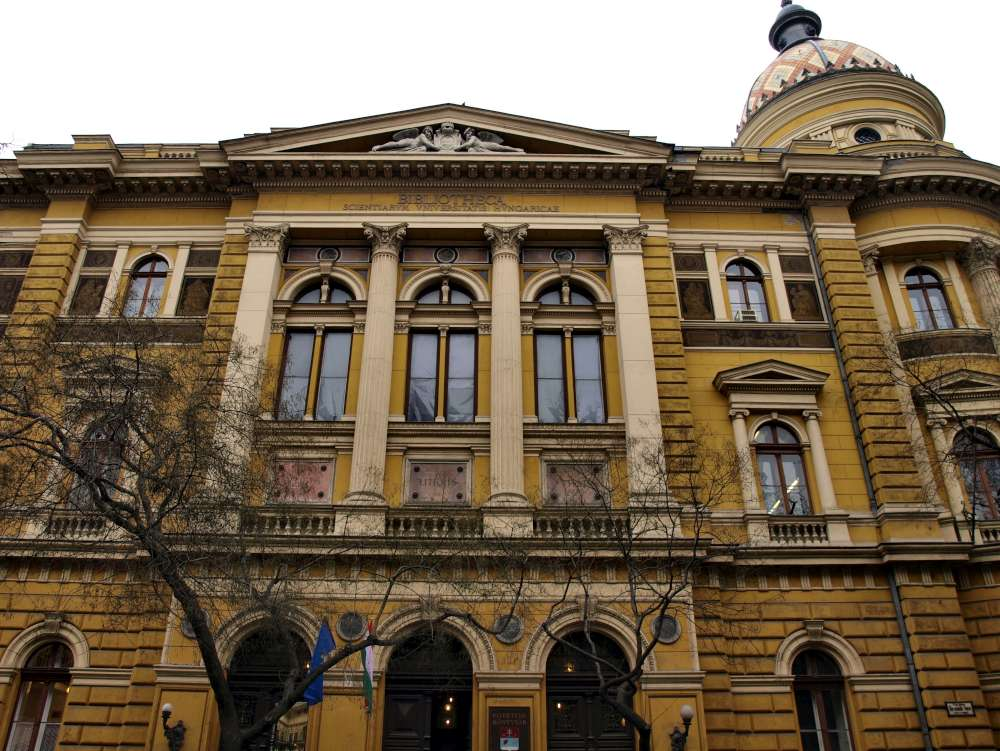
Az ELTE Egyetemi Könyvtár mai épülete

Oláh Miklós (latinul: Nicolaus Olahus, Nagyszeben, 1493. január 10. – Pozsony, 1568. január 15.) anyai ágon magyar, apai ágon román származású humanista és történész, aki a Magyar Királyság területén tevékenykedett, esztergomi érsek, Hont vármegye főispánja, királyi helytartó.

## Élete és munkássága
Oláh Miklós 1493-ban született Oláh István fiaként, aki Hunyadi János leánytestvérének, Hunyadi Máriának volt a fia. Ugyanakkor apja a havaselvi vajdával állt rokonságban és Szászváros királybírája volt, az erdélyi sóbányák, a sókamara egyik vezető tisztviselője, testvére, Máté szintén szászvárosi királybíró volt. Szebeni polgárcsaládból származó édesanyja, Huszár Borbála a Hunyadiakkal rokon famíliákkal, a Bogáthiakkal és a Gerendiekkel volt családi kapcsolatban. Neve, az Oláh etnikai származását jelzi (az oláh szó a vláh szóból származik, ami „románt” (havasalföldit-Wallachia) jelent).
1505 és 1512 között Nagyvárad káptalani iskolájában tanult. Utána II. Ulászló udvarában nevelkedett, majd körülbelül 1535-1537 között, Habsburg Mária magyar királyné magántitkára volt, aki később Németalföld régense is lett. Nicolaus Olahus politikai pályáját 1542-ben kezdte. Húsz évvel később, 1562-ben, először pécsi, majd esztergomi kanonok később, 1553-tól haláláig, a magyar katolikus egyház legmagasabb méltósága: esztergomi érsek. Mint I. Ferdinánd kedvelt embere, 1543-tól kancellár, 1560-tól Hont vármegye főispánja, 1562-1568 között pedig királyi helytartó volt. Várdai Pál esztergomi érsek munkáját folytatva, a kor kiemelkedő magyar politikusaival együttműködve, nagy szerepet játszott az uralkodói hatalom és a rendek közötti stabil, kölcsönösen előnyös viszonyokat biztosító kormányzati formák megteremtésében, melyek lehetővé tették az oszmán terjeszkedés feltartóztatása érdekében az erőforrások optimális kihasználását.
1549 és 1553 között egri püspök volt, az egri vár megerősítését, és Dobó István sikeres várvédelmét anyagilag segítette 1552-ben, de személyesen nem volt jelen az ostrom idején. 1553-ban lett esztergomi érsek, székhelyét "a török zsarnoksága miatt" (korabeli idézet a Papnevelő Intézet alapítóleveléből) Nagyszombatban rendezte be. 1559-1562 között kánoni vizitációt rendelt el az egész esztergomi érsekség területén, ami akkor a mai Szlovákia 2/3-át foglalta magában. 1562-ben kiadatta magyarul Canisius Szent Péter kis katekizmusát.
Oláh Miklós nevéhez fűződik a nagyszombati Jezsuita Akadémia alapítása (1554), s ennek bibliotékájaként az első egyetemi könyvtár, a mai ELTE Egyetemi Könyvtár elődjének 1561-es alapítása is. A trentói zsinat határozatainak alkalmazójaként 1566-ban papnevelő intézetet alapított, amely folyamatosan jogutódokra talált, és ilyenként Esztergomba áttelepülve ma is működik. Az Oláh-féle alapítás jogutódának tekinti magát az Esztergomi Érseki Papnevelő Intézet és az Esztergomi Hittudományi Főiskola is.
Mint humanista és írnok, Olahus a kor számos felvilágosult elméjével levelezett: Rotterdami Erasmus elismerését és szimpátiáját is magának tudhatta. Legismertebb művei, melyeket Németalföldi tartózkodása alatt, humanista szellemben, latin nyelven írt: Hungaria és Athila, utóbbit Zsámboki János (Johannes Sambucus) adta ki először Antonio Bonfini Rerum Hungaricarum decades című nagy történeti munkájának 1568 évi bázeli kiadásába fűzve. Mindkét mű gazdag leírást tartalmaz a magyar történelemről—elsősorban Thuróczy Krónikája alapján --, földrajzról és gazdaságról, főként Erdélyről. Munkáit már a 16. században több nyelvre lefordították, egyes részek bekerültek Maciej Stryjkowski krónikájába is (1582). Az ellenreformáció és a vallási üldözés kezdeteiben érsekként nagy szerepe volt egyházmegyéje területén.

## Művei
- Catholicae, ac Christianae Religionis praecipua quaedam capita, de Sacramentis, Fide & operibus, de Ecclesia, Iustificatione. [... ] Ex purissimis Sacrae scripturae, traditionum Apostolicarum, Canonum, ac Sanctorum Patrum. Raphael Hoffhalter, Bécs 1560.
- Hungaria et Athila, első kiadás Zsámboky János (Johannes Sambucus) Antonio Bonfini Rerum Ungaricarum Decades művéhez csatolva, 1568, Bázel;[9] modern kiadások: Oláh Miklós, .[10] Egyetemi Nyomda, Budapest 1938; Osiris, Budapest 2000
- Genesis filiorum Regis Ferdinandi
- Ephemerides (1552-1559)
- Epistolae familiares (1527-1539)
- Chronicon breve (1564)
- Epistulae; szerk., bev., jegyz. Szilágyi Emőke Rita; Reciti, Bp., 2018–  vol. 1. 1523–1533; 2018

## Emlékezete
Az Oláh Miklósra vonatkozó kutatások, az Erdélyi Múzeum-Egyesület alapítása körül fáradozó Kemény József úttörését (1858) követően, hosszú időn keresztül a család, illetve a humanista tudós román vagy magyar voltának bizonygatására szorítkoztak: Nicolae Iorga még mint renegátot emlegette, és csak a két háború között Ştefan Bezdechi és Ioan Lupaş reá vonatkozó tanulmányaiban fogalmazódott meg, hogy személyében a szerzők egy román humanista tudóst látnak.
A magyar történetírás viszont elsősorban az esztergomi érseket és a magyarországi első egyetemként számon tartott nagyszombati jezsuita akadémia alapítóját (1554) értékelte. Az erdélyi magyar történetírás ez ideig igen keveset foglalkozott vele. 1968-ban, halálának 400. évfordulója adott alkalmat néhány olyan tanulmány megírására, melyek előbbre vitték a reá vonatkozó kutatások ügyét. Ekkor bukkant rá Jakó Zsigmond az Esterházy családnak a Magyar Országos Levéltárban őrzött levéltárában Oláh Miklós 1548-ban, illetve 1558-ban keltezett két címeres nemeslevelére, melyeknek művészettörténeti elemzését Kovács András végezte el, Tonk Sándor pedig a két oklevél szövege alapján tett kísérletet az Oláh család származásrendjének, genealógiájának tisztázására, kimutatva, hogy a kérdés körüli zűrzavart maga a humanista tudós keltette, amikor családja előkelő voltát bizonyítandó, megszépítette családfáját. Ugyancsak az évforduló kapcsán Jakó Zsigmond a tudós iskolaalapító katolikus főpap munkásságáról közölt korszerű értékelést a Korunk hasábjain. Oláh Miklós Hungariájának magyar vonatkozású nyelvi adatait Fodor István vizsgálta, és eredményeit 1990-ben megjelent tanulmányában tette közzé.
Végezetül, 1993-ban születésének ötszázadik évfordulóján a kolozsvári Babeș–Bolyai Tudományegyetem magyar nyelv- és irodalom tanszéke nemzetközi tudományos konferenciát rendezett tiszteletére, melynek anyagát külön kötetben jelentette meg.
2013-ban előkerült az 1523-as kiadású, rendkívüli értéket képviselő kottás Psalterium Strigoniense, amely egykor Oláh Miklós (1493–1568) esztergomi érsek használatában volt és bécsi kastélya, a Nicoletum kápolnájában őrizte. Velencei nyomdász műhelyében szedték, majd később az érseki udvar liturgikus énekesei közül valaki kézzel kiegészítette benne a dallamok számára üresen hagyott kottasorokat. A török hódítás pusztításait észak felé menekítve élte túl a könyv, így került a müncheni Bayerische Staatsbibliothek könyvtári gyűjteményébe.

## Magyarul megjelent művei
- Oláh Miklós levelezése; sajtó alá rend. Ipolyi Arnold; Akadémia, Bp., 1875 (Magyar történelmi emlékek 1. oszt. Okmánytárak)
- Tündérország 1541–1571. Oláh Miklós et al. írásaiból; bev. Kardos Tibor; Franklin, Bp., 1941 (Erdély öröksége)
- Hungária; előszó, jegyz. Szigethy Gábor, ford. Németh Béla; Magvető, Bp., 1985 (Gondolkodó magyarok)
- Hungária / Athila; ford., jegyz. Németh Béla, Kulcsár Péter; Osiris, Bp., 2000 (Millenniumi magyar történelem. Források)

## Fordítás
- Ez a szócikk részben vagy egészben  a   Nicolaus Olahus című román Wikipédia-szócikk fordításán alapul.  Az eredeti cikk szerkesztőit annak laptörténete sorolja fel. Ez a jelzés csupán a megfogalmazás eredetét és a szerzői jogokat jelzi, nem szolgál a cikkben szereplő információk forrásmegjelöléseként.